# C-124 (航空機)
C-124 グローブマスター II
アメリカ空軍のC-124C
- 用途：輸送機
- 製造者：ダグラス社
- 運用者** アメリカ合衆国（空軍、空軍州兵）
- 初飛行：1949年11月27日
- 生産数：448機
- 生産開始：1949年
- 運用開始：1950年5月
- 退役：1974年
- 運用状況：退役

C-124（英語:C-124 Globemaster II）はアメリカ合衆国のダグラス社が開発した軍用輸送機である。愛称はグローブマスター II（Globemaster II）。1949年に初飛行した。冷戦時代初期の戦略軍事輸送の主力であった。

## 概要
大型輸送機を欲していたアメリカ陸軍航空軍が、第二次世界大戦中の1942年にダグラス社に対し開発を指示していた。こうして開発されたのが4基のレシプロエンジンを搭載した当時としては空前の大型機であるC-74輸送機であった。
こうして1946年よりC-74の部隊配備が開始されるが、戦争終結に伴い必要性が薄れたため、生産機数は14機にとどまった。しかし1948年にベルリン封鎖が発生すると、C-74が大活躍したため、この経験がC-124の導入に拍車をかけることとなった。
C-124は1947年から開発が進められており、1949年11月27日に初飛行した。C-124は大型のヘリコプターや戦車さえも搭載できる二層のキャビンデッキを持つ大きな輸送力とともに、機体前方に大きな観音開きの貨物ドアとリフトが設置され、迅速な輸送作戦が行われるように改良された。主翼は低翼配置であり、4基のレシプロエンジンが設置されている。
1950年5月に実戦配備され、おりしも勃発した朝鮮戦争では国連軍として参加したアメリカ軍のために大きく活躍するとともに、冷戦初期の世界各地に展開するアメリカ軍に物資を送り届ける活躍をみせた。全部で448機が生産され、アメリカ合衆国戦略航空軍団は1962年までC-124を運用していたが、ベトナム戦争でもジェット軍用輸送機が導入されていたにもかかわらず、場合によっては作戦に投入された。その後はアメリカ空軍州兵で運用されたが、1974年9月に退役した。
現在でも多くの機体がアメリカ各地で保存されており、韓国のソウルにある陸軍士官学校の附属博物館にも保存展示されている。
C-124を元にターボプロップ化した超大型輸送機および輸送/空中給油機としてC-132（英語版）も計画されていたが、搭載予定だったエンジン（YT-57）が完成しなかったためモックアップ段階で中止された。

## 要目
- 全長：40.00 m
- 全幅：53.06 m
- 全高：14.70 m
- 自重：46 t
- 最大離陸重量：98 t

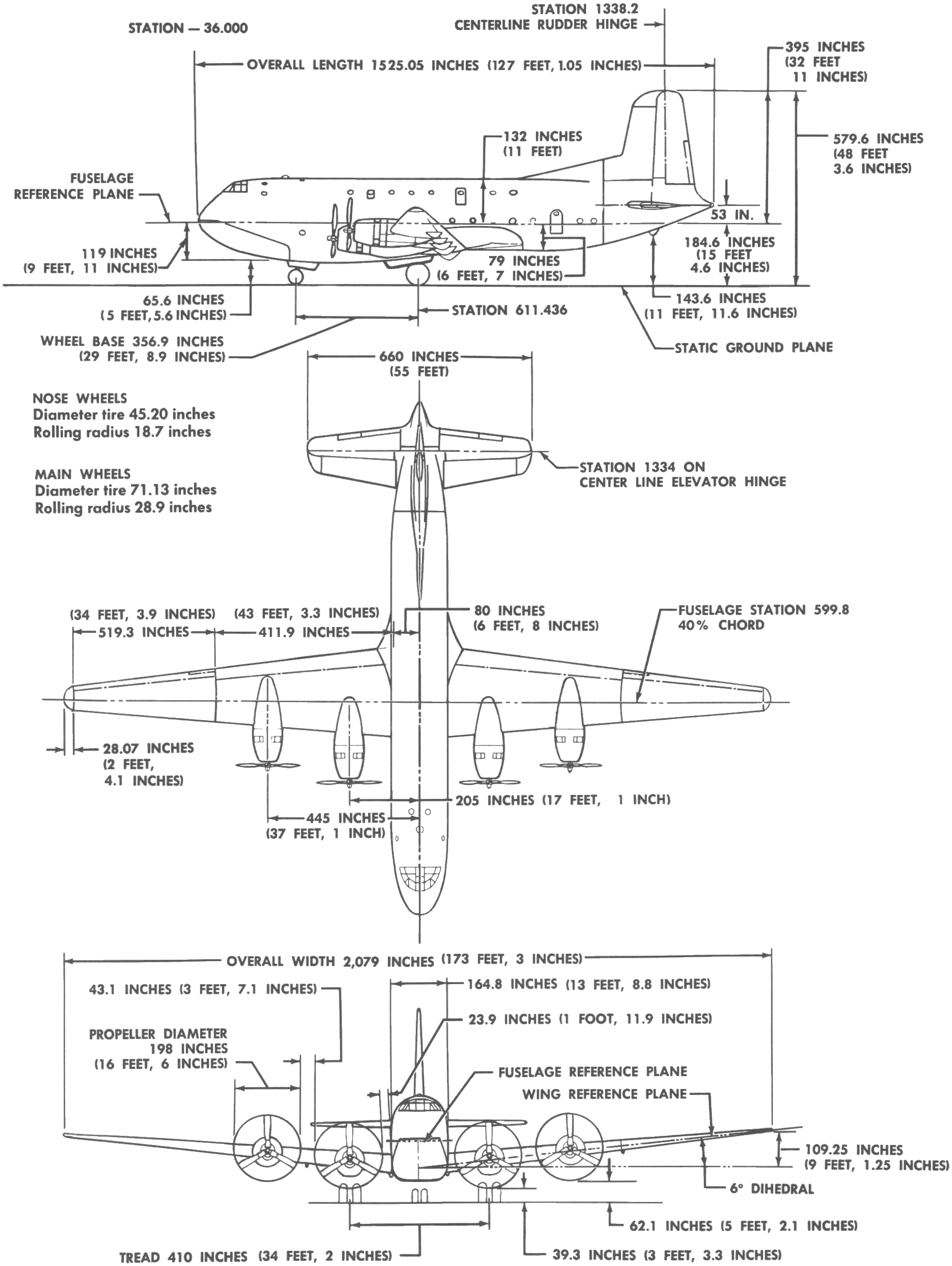
Douglas C-124A Globemaster II

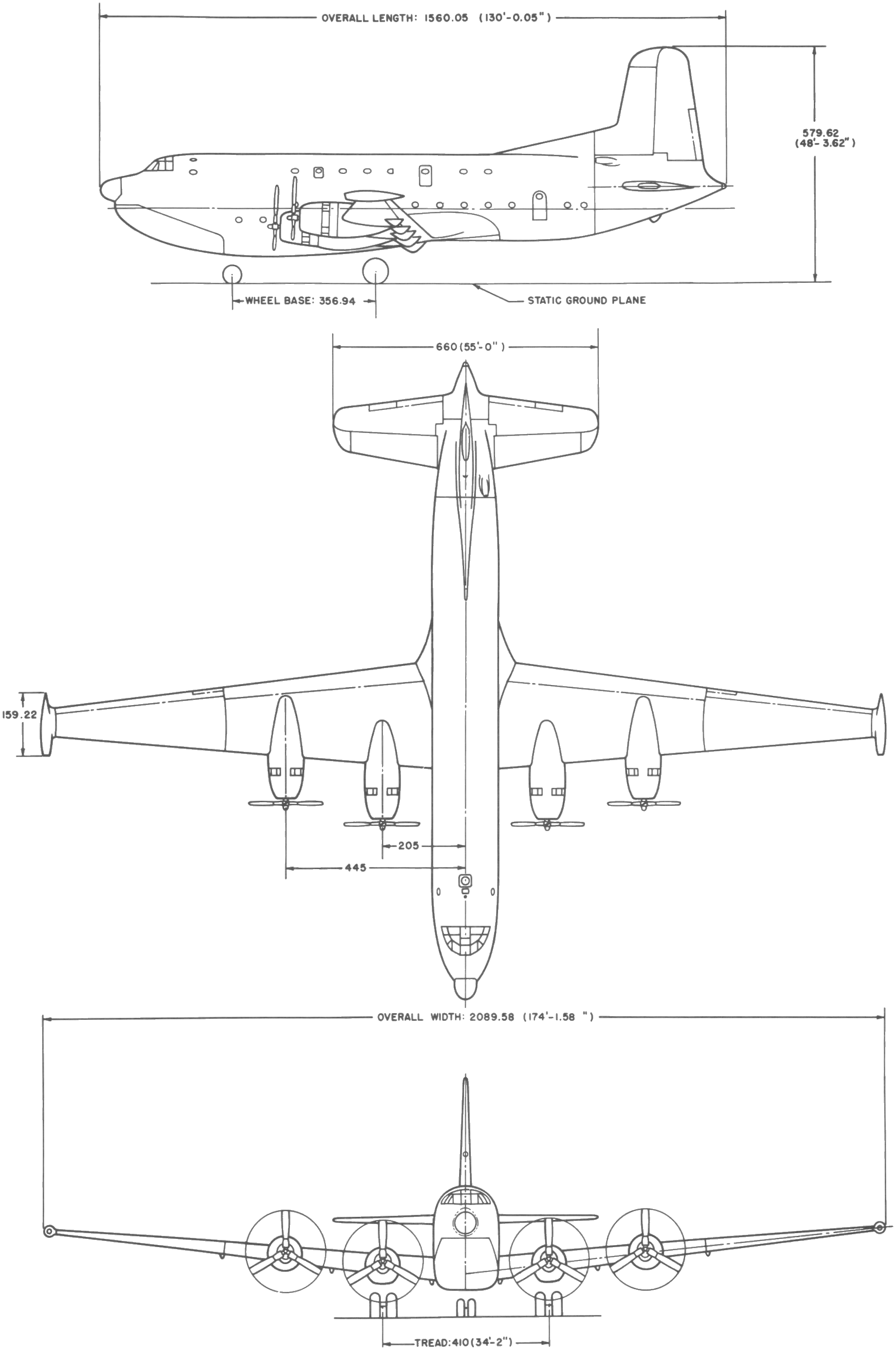
Douglas C-124C Globemaster II

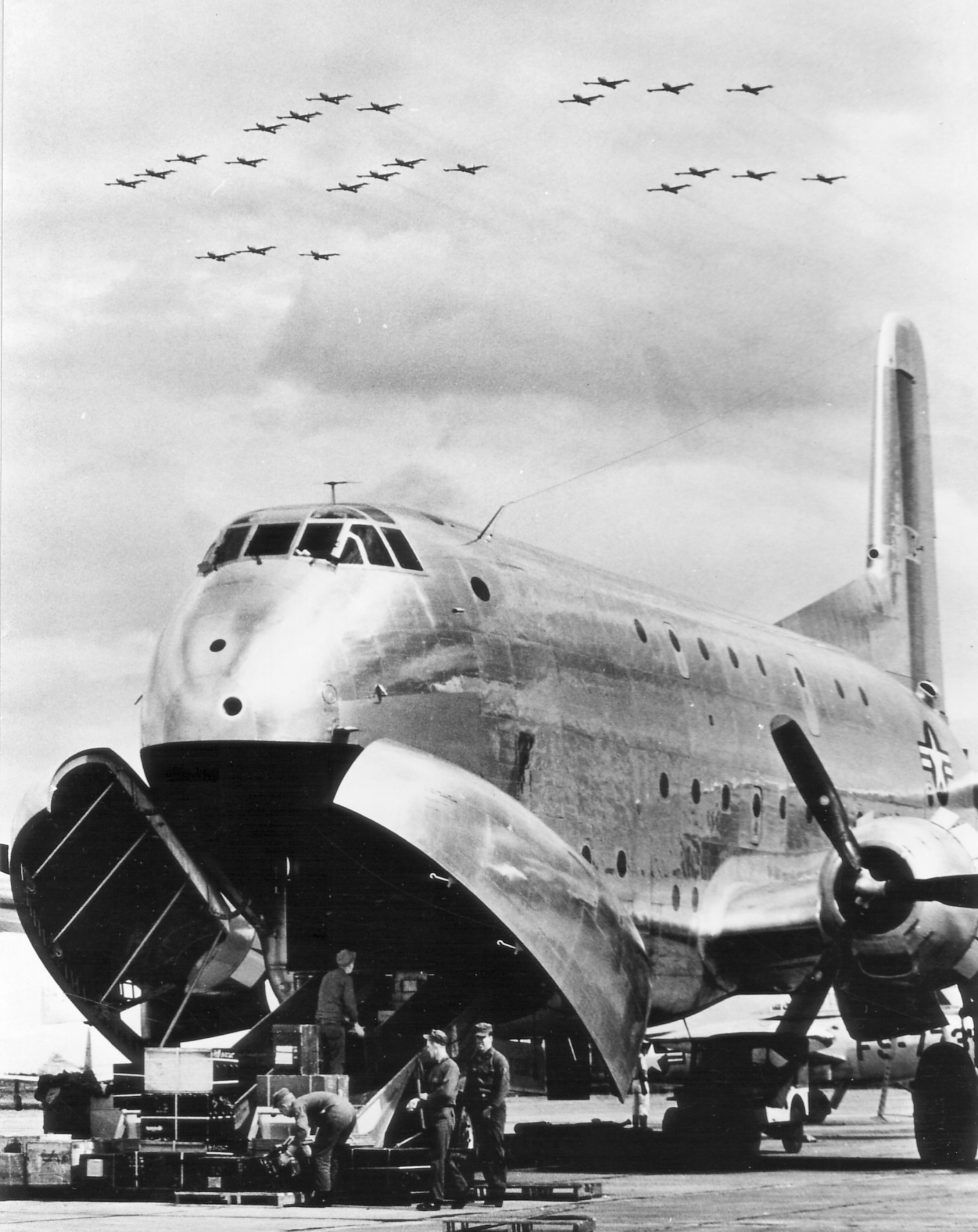
日本に飛来したC-124（1952年10月）

- ペイロード：31 tまたは完全武装兵員200名または戦病兵127名
- 乗員：6名
- 最大速度：520 km/h
- 最大上昇限界高度：34,000フィート
- エンジン：P&W R-4360空冷四重星型レシプロエンジン（3,800馬力）4基

## 事故
- 1952年12月20日 - ワシントンからサンアントニオに向かっていたC-124が墜落。乗員ら132人のうち死者101人[2]。
- 1953年（昭和28年）6月18日 - 立川飛行場から朝鮮半島に向かっていたC-124が離陸後に小平町（現小平市）に墜落。乗員ら129人全員死亡（立川基地グローブマスター機墜落事故）。

## 登場作品
『極地からの怪物 大カマキリの脅威』
A型が登場。冒頭にて、主人公のバークマン大佐を完成したばかりの北極レーダー基地まで輸送する。
『地球防衛軍』
軍事航空輸送部所属のC型が登場。マーカライトファーブや第二β号の建造に必要な物資を輸送する。作中では、機首下部と機体後部の両カーゴドアを開放し、そこから物資を積み下ろす様子が映されている。